# Der Sänger
Der Sänger ist eine Ballade von Johann Wolfgang von Goethe (1749–1832). Entstanden im Jahre 1783, ist sie im elften Kapitel des Romans Wilhelm Meisters Lehrjahre erschienen.

## Aufbau und Sprache
Die Ballade besteht aus sechs Strophen zu je sieben Versen. Sie enthält viele Ausrufe, meist solche, die Entzücken ausdrücken und somit die fröhliche Atmosphäre und das Emotionale des Textes stark betonen. Die vielen Anaphern doppeln die Vorgänge gleichsam. So beginnen die Verse eins und zwei mit Was, so dass eine doppelte Frage ganz vorne steht. Die Verse acht und neun bieten eine zweifache Begrüßung (Gegrüßet und Gegrüßt). Zusammen mit den Wiederholungen (Ist Lohn, der reichlich lohnet in Vers 32) erzeugen die anaphorischen Versanfänge Eingängigkeit und Eindringlichkeit.

## Inhalt und Deutung
Ein Sänger erscheint in der Halle eines Königs, der diesen freudig empfängt. Der Sänger begrüßt erst einmal guten Muts sein Publikum, das auch von seinem gleich beginnenden Vortrag entzückt ist. Der König selbst ist so begeistert, dass er dem Sänger als Lohn eine goldene Kette, also eine durchaus wertvolle Gabe, schenken will. Doch der Sänger lehnt sie ab. Er meint, so eine Kette sei eher etwas für einen Ritter oder Kanzler, denn er selbst empfände sie als Last (V.27). Der Sänger fühlt sich frei wie ein Vogel und so braucht er auch kein anderes Geschenk, als das, welches seine Kunst selbst für ihn darstellt. Nur um einen Becher Wein bittet der Künstler und leert diesen dann voller Wonne. Freudig bedankt er sich für das Getränk, verabschiedet sich, und bittet, dass sein Publikum ihn wohlmeinend im Gedächtnis behalten möge.

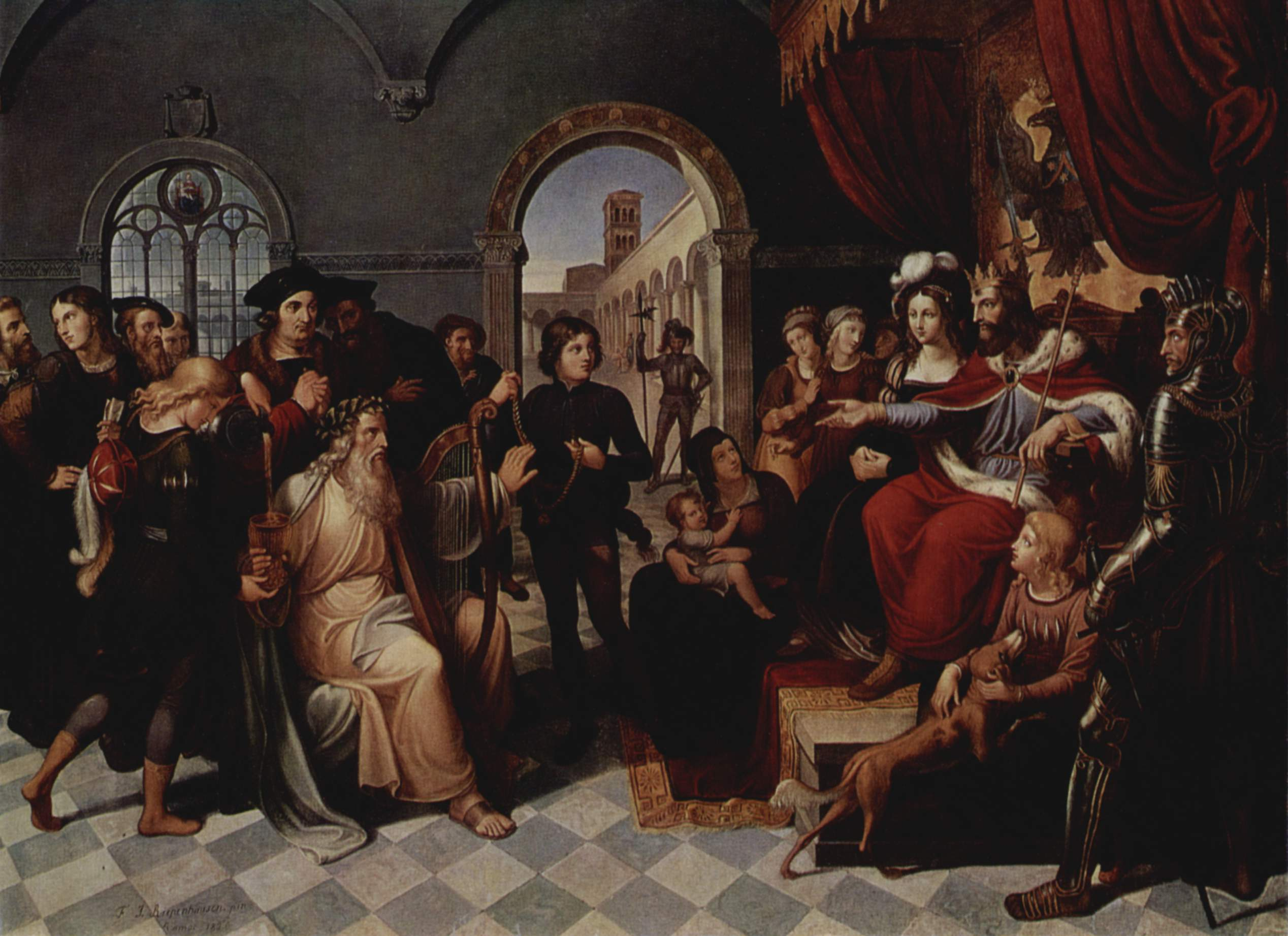
Gemälde zum Sänger von Franz Riepenhausen

Ganz anders als im Mittelalter wird hier das Dasein als fahrender Sänger nicht als hart empfunden und auch nicht für Lohn gesungen. Ein äußerst ehrenhafter Lohn wird sogar abgelehnt, um die eigene Freiheit, die als besonderer Wert empfunden wird, zu wahren. Gemeint ist damit auch die Freiheit, seine Gedanken zu äußern. So fühlt sich niemand durch die Zurückweisung der Kette oder auch die etwas spöttische Zuweisung der Gabe an Ritter und Kanzler beleidigt und der Sänger scheidet in Frieden. 
 Damit ähnelt die Thematik des Gedichts der Ballade Des Sängers Fluch von Ludwig Uhland. Auch hier geht es um die Würde des Sängers, doch endet die Ballade Uhlands tragisch. Noch deutlicher wird bei Uhland die Überlegenheit des Sängers über den König demonstriert. Bei Goethe zeigt sie sich vor allem dadurch, dass der Sänger im Mittelpunkt des Geschehens steht und der eigentliche Wortführer ist.

## Vertonungen
Der Sänger wurde u. a. von Franz Schubert, Carl Loewe, Carl Friedrich Zelter, Conradin Kreutzer, Johann Friedrich Reichardt, Hugo Wolf und Zdeněk Fibich vertont.

## Ausgabe
- Johann Wolfgang von Goethe: Der Sänger. In: Hartmut Laufhütte (Hrsg.): Deutsche Balladen. Reclam, Stuttgart 2000, ISBN 3-15-008501-2.